# Skoczów
Skoczów là một thị trấn thuộc huyện Cieszyński, tỉnh Śląskie ở nam Ba Lan. Thị trấn có diện tích 10 km². Đến ngày 1 tháng 1 năm 2011, dân số của thị trấn là 14666 người và mật độ 1489 người/km².